# 북방면
북방면(北方面)은 강원특별자치도 홍천군 북서부에 위치한 면이다.

## 개요
서울양양고속도로와 중앙고속도로가 교차되는 중부내륙 교통의 관문으로 태극문양 마을을 볼 수 있는 금학산, 동양최대의 하이트맥주 공장, 수려한 홍천강과 장항리 오토캠핑장이 있는 자연생태의 휴양지이다.
또한 전문인력 양성기관인 강원인력개발원, 살신성인의 강재구 소령을 기리는 강재구공원, 국내 최대규모의 아미타대불이 있는 연화사, 무궁화테마파크와 무궁화수목원, 자연생태환경을 보고 체험할 수 있는 자연환경연구공원이 있는 수도권에서 1시간대의 생태휴양관광의 일번지이다.

## 연혁
- 고구려시대 : 벌력천현에 속함
- 신라시대 : 화산현에 속함
- 1143년 (인종21년) : 홍천현 북방면이라 칭함. 현존 문헌에서는 가장 오래 전부터 있었던 현존하는 행정 구역이라 할 수 있겠다.
- 태조2년 : 화계면이라 개칭
- 1917년 : 행정구역 개편으로 다시 북방면으로 개칭
- 1973년 7월 1일 : 춘성군 동산면 북방리를 편입함[1]

## 행정 구역
| 법정리   | 한자명   | 행정리               | 비고                   |
| -------- | -------- | -------------------- | ---------------------- |
| 구만리   | 九巒里   | 구만리               |                        |
| 굴지리   | 屈只里   | 굴지리               |                        |
| 노일리   | 魯日里   | 노일리               |                        |
| 능평리   | 菱坪里   | 능평리               |                        |
| 도사곡리 | 都沙谷里 | 도사곡리             |                        |
| 본궁리   | 本宮里   | 본궁리               |                        |
| 부사원리 | 府司院里 | 부사원리             |                        |
| 북방리   | 北方里   | 북방1리, 북방2리     |                        |
| 상화계리 | 上花溪里 | 상화계리             | 면 행정복지센터 소재지 |
| 성동리   | 城洞里   | 성동1리, 성동2리     |                        |
| 소매곡리 | 疎梅谷里 | 소매곡리             |                        |
| 역전평리 | 驛田坪里 | 역전평리             |                        |
| 원소리   | 遠所里   | 원소리               |                        |
| 장항리   | 獐項里   | 장항리               |                        |
| 전치곡리 | 田峙谷里 | 역전평리             |                        |
| 중화계리 | 中花溪里 | 중화계리             |                        |
| 하화계리 | 下花溪里 | 하화계1리, 하화계2리 |                        |
| 화동리   | 花洞里   | 화동리               |                        |